# ورق بصلي
الورق البصلي (الاسم العلمي: Bulbophyllum)، جنس نباتات مُزهرة من فصيلة السحلبية. هو أكبر جنس في فصيلة السحلبية وواحد من أكبر أجناس النباتات المزهرة مع أكثر من 2000 نوع، لا يتجاوزه إلا القتاد.توجد في موائل متنوعة في معظم الأجزاء الأكثر دفئًا في العالم بما في ذلك أفريقيا وجنوب آسيا وأمريكا اللاتينية وجزر الهند الغربية وجزر مختلفة في المحيطين الهندي والهادئ.